# Dreptul de a lua deciziile curente privitoare la copil
Dreptul de a lua deciziile curente privitoare la copil este un drept care revine părinților. În anumite legislații, acest drept poate fi și al partenerului părintelui divorțat și care exercită singur autoritatea părintească, partener care poate lua decizii curente cu privire la copil. Legislația europeană cu privire la exercitarea autorității părintești face distincția între deciziile zilnice, curente, și deciziile majore care afectează bunăstarea copilului.